# Hugh Dallas
Hugh Dallas, MBE (* 26. Oktober 1957 in Shotts) ist ein ehemaliger schottischer Fußballschiedsrichter und -funktionär. Von 1992 bis 2002 stand er auf der FIFA-Liste und amtierte in diesem Zeitraum bei mehreren Welt- und Europameisterschaften sowie bei den Olympischen Spielen 1996.

## Werdegang

### Karriere als Schiedsrichter
Ab der Saison 1990/91 leitete Dallas Spiele der höchsten schottischen Spielklasse, zunächst in der Scottish Football League, ab 1998 in der Scottish Premier League.
Ab Januar 1992 stand Dallas auf der Liste der FIFA-Schiedsrichter, was ihn zur Leitung internationaler Partien berechtigte. Sein erstes internationales Turnier erlebte er bei Olympia 1996. Bei den Spielen in Atlanta leitete er drei Vorrundenbegegnungen. Für die Fußball-Weltmeisterschaft 1998 wurde er ebenfalls nominiert und kam zu zwei Einsätzen, darunter beim Viertelfinale zwischen Gastgeber Frankreich und Italien. Im Jahr drauf leitete er das Endspiel um den UEFA-Cup zwischen der AC Parma und Olympique Marseille (Endstand 3:0). Auch für die Fußball-Europameisterschaft 2000 wurde er berücksichtigt. Nach zwei Einsätzen in der Gruppenphase unterstützte er Schiedsrichter Anders Frisk im Finale als Vierter Offizieller. Die WM 2002 war sein letztes großes Turnier als Schiedsrichter. Neben einer Vorrundenbegegnung leitete er das Viertelfinale zwischen der deutschen Nationalelf und den USA. Von Seiten der US-Amerikaner wurde ihm im Nachgang vorgeworfen, ein Handspiel von Torsten Frings auf der Torlinie nicht mit Strafstoß und Feldverweis geahndet zu haben. Dallas verteidigte jedoch seine Entscheidung. Im WM-Finale zwischen Deutschland und Brasilien übernahm Dallas erneut die Rolle des Vierten Offiziellen und unterstützte in dieser Funktion Finalschiedsrichter Pierluigi Collina. Eine seiner letzten Spielleitungen auf internationaler Ebene verzeichnete er beim Spiel um den UEFA Super Cup 2002 zwischen Real Madrid und Feyenoord Rotterdam (Endstand 3:1). Mit Erreichen der Altersgrenze von 45 Jahren schied Dallas zum Jahreswechsel 2002/2003 von der FIFA-Liste aus.

### Karriere als Funktionär
Von 2009 bis 2010 war Dallas Hauptverantwortlicher für das Schiedsrichterwesen im schottischen Fußballverband. Im November 2010 wurde er vom Verband entlassen, nachdem eine E-Mail von ihm öffentlich geworden war, in der sich anlässlich des Papstbesuchs in Schottland im September des gleichen Jahres „geschmacklos“ über das katholische Kirchenoberhaupt geäußert hatte. Bis 2022 war Dallas stellvertretender Vorsitzender der UEFA-Schiedsrichterkommission.

## Persönliches
Dallas wurde in Allanton, einer zur Ortschaft Shotts gehörigem Dorf im Glasgower Umland, geboren. Nach einer Ausbildung zum Schreiner betrieb er einen eigenen Fenster- und Gebäudebaubetrieb, der 2002 insolvent ging.
Sein Sohn Andrew Dallas ist auch Fußballschiedsrichter und stand von 2015 bis 2019 ebenfalls auf der FIFA-Liste.
Für seine Verdienste um den Fußball wurde Dallas 2003 als Member in den Order of the British Empire aufgenommen.